# 斯拉普斯頓
斯拉普斯頓是英格蘭北安普敦郡的一座小鎮，該鎮也是東北安普敦郡區的行政中心。據2011年人口普查，該鎮有人口6,239人。

## 外部連結
维基共享资源上的相關多媒體資源：斯拉普斯頓